# Майдан (Звягельський район)
Майда́н (колишня німецька колонія) — село в Україні, у Звягельському районіЖитомирської області. Населення становить 29 осіб. Проходить автошляхом Т 0602 та Т 0605.

## Історія
У 1906 році колонія Барашівської волості Житомирського повіту Волинської губернії. Відстань від повітового міста 59 верст, від волості 16. Дворів 50, мешканців 234.